# コール オブ デューティ ヴァンガード
『コール オブ デューティ ヴァンガード』（英語: Call of Duty: Vanguard）は、アクティビジョンより2021年11月5日に全世界同時発売された第二次世界大戦を舞台とするファーストパーソン・シューティングゲーム。コール オブ デューティシリーズ本編の18作目。略称は「CoD:V」「VD」。

## 概要
2017年の『コール オブ デューティ ワールドウォーII』以来となる第二次世界大戦が舞台の作品。Vanguardの意味は先駆け。2020年にリリースされた『コール オブ デューティ ウォーゾーン』と連動し、本作で上げた武器レベルやバトルパスの進捗を共有できる。新要素としてサバイバルトーナメントの「Champion Hill」および「Call of Duty League」仕様の競技モードが実装された。

## 沿革
- 2021年8月28日～30日、PlayStationでアルファテストが実施[11]。
- 2021年9月10日～13日、PlayStationで早期アクセスのベータテストが実施[12]。
- 2021年9月16日～17日、PCとXboxで早期アクセスのベータテストが実施[12]。
- 2021年9月18日～20日、オープンベータテストが実施[12]。
- 2021年11月5日、『コール オブ デューティ ヴァンガード』が発売。
- 2021年12月8日、シーズン1が配信[13]。
- 2022年1月11日、シーズン1ミッドシーズンが配信[14][15]。
- 2022年2月15日、シーズン2が配信[16]。
- 2022年3月21日、シーズン2リローデッドが配信[17]。
- 2022年4月28日、シーズン3「極秘兵器」が配信[18]。
- 2022年5月25日、「極秘兵器リローデッド」が配信[19]。
- 2022年6月23日、シーズン4「富を求める傭兵達」が配信[20]。
- 2022年7月28日、「富を求める傭兵達リローデッド」が配信[21][22]。
- 2022年8月25日、シーズン5「ラストスタンド」が配信。『コール オブ デューティ ヴァンガード』の最終シーズン[23]。
- 2022年9月28日、シーズン5ミッドシーズンが配信[24]。

## キャンペーンモード
第二次世界大戦の様々な戦場で、戦争末期の新たな脅威に立ち向かう特殊部隊が誕生するというフィクションの物語が展開される。

### キャンペーンステージ
フェニックス - ノバック、ドイツ ハンブルグ、1945年4月
トンガ作戦 - アーサー・キングスリー軍曹、フランス メルヴィル、1944年6月
トンガ作戦が舞台。
スターリングラード - ポリーナ・ペトロバ上等兵、ロシア スターリングラード、1942年8月
スターリングラード攻防戦が舞台。
ミッドウェー海戦 - ウェイド・ジャクソン中尉、太平洋 ミッドウェー島、1942年6月
ミッドウェー海戦が舞台。
ヌマヌマトレイル - ウェイド・ジャクソン中尉、パプア・ニューギニア ブーゲンビル、1943年11月
ブーゲンビル島の戦いが舞台。
レディ・ナイチンゲール - ポリーナ・ペトロバ中尉、ロシア スターリングラード、1943年1月
トブルクの鼠 - ルーカス・リグス上等兵、リビア トブルク、1941年3月
トブルク包囲戦が舞台。
エルアラメインの戦い - ルーカス・リグス上等兵、エジプト エル・アラメイン、1942年10月
エル・アラメインの戦いが舞台。
第四帝国 - アーサー・キングスリー軍曹、ドイツ ベルリン、1945年5月

### 登場人物

#### ヴァンガード
アーサー・キングスリー
日本語吹替：山下タイキ
キャンペーンモードの主人公。
ポリーナ・ペトロバ
日本語吹替：小林ゆう
ウェイド・ジャクソン
日本語吹替：鈴木正和
ルーカス・リグス
日本語吹替：谷口悠
上記の4名の詳細はオペレーターを参照。
リチャード・ウェッブ
日本語吹替：新倉健太
アーサーと共にヴァンガードに入隊した、イギリス落下傘連隊の兵士。偽の情報を話した報復としてリヒターに射殺される。
テレンス・オトウェイがモデル。
ミロス・ノバック
ヴァンガード所属の兵士。国籍は明かされていない。ハンブルク潜水艦基地の潜入時にアーサー達共々ドイツ軍に捕まった後、フライジンガーに椅子で撲殺された。ウェイドに「ボハンク」と呼ばれている

#### イギリス陸軍
ヘンリー・ベイカー
日本語吹替：大川隼汰
イギリス落下傘連隊の指揮官。アーサーが部隊と合流する前に戦死した。

#### ソビエト連邦
ボリス・ペトロバ
日本語吹替：上別府仁資
ポリーナの父。元兵士　狙撃銃「レクイエム」を常に自身のそばに置く。ナチスのスターリングラード侵攻の際に捕らえられ近くの村人と共に銃殺される。
（彼が持つ狙撃銃はポリーナが受け継ぐ）
ミーシャ・ペトロバ
日本語吹替：小野健一
ポリーナの兄。郵便局員。赤軍に所属ができなかったためソビエトパルチザンとして従事する。侵攻の際ナチスに捕らえられたがポリーナに救出される。
ポリーナと共に偵察をしていた際に狙撃され負傷、その後自爆した。彼がつくるモロトフカクテルは要所要所にて使用ができる。

#### アメリカ海軍
マテオ・ヘルナンデス
日本語吹替：渡邉允瑠
ウェイドの相棒で、急降下爆撃機ドーントレスの旋回機銃手を務める。ミッドウェー海戦にてウェイドと共に空母「蒼龍」「加賀」を撃沈する戦果を上げる
ジョン・ミラー
日本語吹替：小手川拓也
ウェイドの僚機パイロット。

#### アメリカ陸軍第93師団
ジェームズ・"ブッカー"・ワシントン
日本語吹替：喜屋武和輝
黒人のみで編成された第93師団の指揮官。ブーゲンビル島で撃墜されたウェイド達の救出のため派遣する。
ルイス・ハワード
日本語吹替：西垣俊作
第93師団のメンバーである火炎放射兵。
マーヴィン・ペルフリー
日本語吹替：藤原聖侑侑
第93師団のメンバー。

#### オーストラリア陸軍
デズ・ウィルモット
日本語吹替：亀山雄慈
ルーカスの相棒。
ブルーイ・スミス
日本語吹替：後藤光佑
ルーカスの仲間の一人。
ロバート・ジェイコブス
日本語吹替：櫻井慎二朗
ハムスの部下。
ヘンリー・ハムス
日本語吹替：渡井奏斗
オーストラリア陸軍の少佐。ルーカス達を見下している。

#### ドイツ軍
ヘルマン・フライジンガー
日本語吹替：小原雅人
キャンペーンモードにおける悪役。国家保安本部に所属する親衛隊司令官。ハンブルクの潜水艦基地で捕らえたアーサー達をベルリンにある国家保安本部へ連行する。
敗戦が濃厚となる中で新たな作戦のため逃亡を目論むが寸でのところで追いついたヴァンガード達に殺害される。
ヤニック・リヒター
日本語吹替：峰晃弘
国家保安本部の親衛隊大尉で、ポリーナ曰く「フライジンガーの腰巾着」。アーサー達ヴァンガードのメンバーを尋問する。
自身の身に危機を感じポリーナやウェイドに情報提供を懇願する。その後ヴァンガードが脱出する際にアーサーに刺されポリーナに介錯される
レオ・シュタイナー
日本語吹替：岩崎正寛
ドイツ軍の将校。スターリングラード侵攻部隊の指揮を担う。また、フライジンガーの関係者でもある。
イェーガー・マーダー
スターリングラードで確認されたドイツ軍の強化兵で、的確な射撃精度で確実に敵を抹殺したり、煙幕で姿を消すことができる。普段はシュタイナーの護衛任務に就いている。

## マルチプレイヤーモード
兵士の能力が強化される3カテゴリー各6種類の「パーク」のカスタマイズ、特殊な兵装を使用できる全9種類の「フィールドアップグレード」、爆撃機や軍用犬等を要請する全17種類の「キルストリーク」のカスタマイズがある。

### ゲームモード
本作の新機能「戦闘規模」でマッチの最大人数を選択できる。少人数で緊張感のある「Tactical」、よりバランスの取れた戦いの「Assault」、大人数で混戦の多い「Blitz」、「全て」の4種類。
- Team Deathmatch - キル数の多いチームの勝利。
- Domination - エリアを長く確保したチームの勝利。エリア数は3。
- Kill Confirmed - 倒した敵が落とすドッグタグを多く回収したチームの勝利。
- Search and Destroy - 攻守交代で爆弾を起爆または阻止したチームがラウンド勝利。復活なし。
- Patrol - 本作から初登場。動き続ける狭いエリアを長く確保したチームの勝利[31][33]。
- Free for All - キル数の多いプレイヤーが勝利する個人戦。
- Hardpoint - 一定間隔で移動するひとつのエリアを長く確保したチームの勝利。
- Champion Hill - 本作から初登場。ソロ、デュオ、トリオから選択するサバイバルトーナメント[31][34]。
- プライベートマッチ - カスタムルールを作成する招待制のモード[31]。コール オブ デューティ リーグ（英語版）のSearch and DestroyとHardpointを利用できる。

### マップ
基本マップ
- Berlin
- Bocage
- Castle - 2008年に発売された『Call of Duty: World at War』で初登場。
- Das Haus
- Decoy
- Demyansk
- Desert Siege
- Dome - 『Call of Duty: World at War』で初登場。
- Eagle's Nest
- Gavutu
- Hotel Royal
- Numa Numa
- Oasis
- Red Star
- Sub Pens
- Tuscan
- Airstrip - Champion Hillモードの東部[35]。
- Courtyard - Champion Hillモードの北部[35]。
- Market - Champion Hillモードの西部[35]。
- Trainyard - Champion Hillモードの南部[35]。

追加マップ
- Shipment — Vanguard版 - 複数の輸送コンテナが設置されたマップ。2007年に発売された『コール オブ デューティ4 モダン・ウォーフェア』で初登場し、本作は7番目のShipment[36]。マップの面積が狭く、武器やオペレーターのレベルアップに最適[36]。
- Paradise - シーズン1で追加。太平洋にある兵器実験場。地下トンネルと有害廃棄物のプールがある[37]。中規模の3レーン式[37]。
- Radar - シーズン1で追加。太平洋にあるレーダー基地[37]。2011年に発売された『コール オブ デューティ モダン・ウォーフェア3』のDomeのリメイク[37]。

## ゾンビモード
ゾンビモードではダークエーテルの神器を利用し、ナチスの親衛隊上級大佐の率いるアンデッドに立ち向かう。

### ゲームモード
DER ANFANG
4人協力のPvE。マップは1944年のスターリングラード。親衛隊上級大将ヴォルフラム・フォン・リストと不死身のコルティフェックスによるアンデッドの大群を阻止する。DER ANFANGはドイツ語ではじまりを意味する。

## オペレーター
マルチプレイヤーおよびゾンビモードの使用キャラクター。基本オペレーターは男性6名、女性6名となっている。スキンやハイライトイントロ等のカスタマイズが可能で、キャラクターに応じて決められた銃器の獲得経験値が上昇する。本作のマルチプレイヤーとゾンビでは史実に基づくチーム分けがない。
ヘルハウンズ
ダニエル・タケ・ヤツ
日本語吹替：中務貴幸
第442連隊戦闘団の兵士。一時は日系人ゆえ迫害を受けていたが、母国を守るため志願。
ウェイド・ジャクソン
アメリカ海軍の戦闘機乗り。ドッグファイトの腕がエース級だが協調性がやや欠けており度々編隊を乱したり自殺行為に等しい飛行を行うなど危険を好む傾向がある。キャンペーンモード限定で一定時間周囲の敵兵を壁越しに感知しエイムボタンを押すと自動で照準を合わせ一撃必殺を放つ特殊能力を使える。日本軍との戦闘で戦闘機が敵地で墜落し捕虜となっていたところを黒人部隊に救出され共に戦場を駆け勝利した（この際九十九式艦上爆撃機を操縦し味方を救援した。）功績によりヴァンガードにスカウトされる。バーノン・ミシェルというミッドウェー海戦の英雄がモデル。
ハリマ・ザンバルディ
日本語吹替：町理恵
イタリア人女性のレジスタンス。父はファシスト党の有力者だが、母の祖国ソマリアでの占領体制に抵抗する。
シャドウ
ポリーナ・ペトロバ
ソビエト連邦軍の兵士。ドイツ軍から「レディ・ナイチンゲール」の名で恐れられる凄腕の女性スナイパー。かつては医療班に配属されていたが故郷スターリングラードにドイツ軍が侵攻し結果父と兄を失い復讐の為父の形見であるライフルを手に前線に立つ。卓越した運動神経でキャンペーンモードでは屋根を駆け壁を登ったり唯一しゃがみ移動の速度が速い。狙撃の腕とパルクール技術を買われヴァンガードにスカウトされる。リュドミラ・パヴリチェンコがモデル。
ソランジ・ハーデルウェイク
日本語吹替：野首南帆子
特殊作戦執行部の工作員。オランダ領アルバ出身の女性で、ロンドンの大学に入学時スカウトされる。
太田 重徳（おおた しげのり）
日本語吹替：田島章寛
元大日本帝国海軍の兵士。冤罪で死刑を宣告されたため脱走し連合国側につく。
バーバリアン
ローランド・ザイメット
日本語吹替：佐々木祐介
元ドイツ国防軍の兵士。ルクセンブルク出身で、家族を殺された恨みから離反。
ルーカス・リグス
オーストラリア陸軍の兵士。爆発物のスペシャリストでキャンペーンモードでは複数の投擲物を最大四種類所持する事が可能で投擲時には専用の照準が表示される。仲間想いで冒険心が強いが規律にやや緩く哨戒の番の際に仲間内でポーカーをしたり理不尽な上官をその場で殴り飛ばして逮捕されるなど問題行動を度々起こす。爆発物を用いて不可能を可能にする勇気と精神力を買われヴァンガードにスカウトされる。トブルク包囲戦を実際に経験した人々からインスピレーションを得た。
ベアトリス・メルシエ
日本語吹替：松浦秀香
フランス人女性のレジスタンス。元教師であり、収容所にてナチスの蛮行を目の当たりにした。
センティネル
アーサー・キングスリー
イギリス落下傘連隊の兵士。イギリス領カメルーン出身で、高いリーダーシップを持つ。トンガ作戦に従軍し戦死した指揮官に代わって部隊を先導し作戦を成功に収めた功績を持つヴァンガードのリーダー。イギリス軍第6空挺部隊に所属していたアフリカ系イギリス人のシドニー・コーネルがモデル。
コンスタンツ・ミュラー
日本語吹替：景戸利衣
特殊作戦執行部の工作員。ドイツ出身の女性で祖国がナチスに蹂躙されたため参戦。
パドマヴァティ・バラン
日本語吹替：胡麻鶴彩
インド国民軍の女性兵士。イギリス政府に対立する反面、ナチスに対しても敵対姿勢を見せる。
トライデント
シーズン1で追加。
フランシス・"カイ"・ラナキア
日本語吹替：野津山幸宏
第100歩兵大隊の兵士。ハワイ先住民であり、過去に日系人の収容所の看守をしていた経験がある。その勇敢さ故にブッチャー大尉にスカウトされた。
ルイス・ハワード
第93師団の兵士。キャンペーンにも登場している。火炎放射器と対戦車ライフルの名手。
イザベラ・レイエス
日本語吹替：芳野由奈
フクバラハップの女性ゲリラ。フルネームはイザベラ・ロサリオ・ダルナン・レイエス。格闘術とカリの達人。
イエティ
シーズン2で追加。山岳戦と接近戦のエキスパートで構成されたチーム。
アンナ・ドレイク
オーストリア人の女性レジスタンス。囚人として連行されていたが脱走し参戦。アルプス山脈での狩猟と防衛に長けている。
トーマス・ボルト
マッケンジーバビノー大隊の元兵士。カナダとスペインの二重国籍を有しており、イエティでは戦車兵として活躍。
グスタボ・ドス・サントス
ブラジル遠征軍の兵士。裕福な家庭で育ち社交界の名士であるが、スリルを求め諜報員となる。
エクスキューショナーズ
シーズン2にて期間限定で追加。
スヌープ・ドッグ
実在するアメリカ人ヒップホップMC。仕事で空いた時間を利用して戦場に足を運ぶ。
ハーピー
シーズン3で追加。
マテオ・ヘルナンデス
アメリカ海軍の航空兵。メキシコ系であり爆撃機の尾部銃手として活躍した。
フローレンス・カーター
アメリカ陸軍の女性ヘリパイロット。元は戦闘機パイロット志望で、兵員救助を任務としている。
キム・テヨン
韓国人の女性レジスタンス。母から格闘家としての訓練を受けており、顔にはトッケビを模した仮面を着用している。
イモータル
シーズン4で追加。傭兵で構成されたチーム。
カーバー・ブッチャー
元イギリス陸軍の兵士でヴァンガードなどタスクフォースの司令官。戦闘中に顔に負った大きな傷がある。ゲーム内ではアナウンサーとしての「ブッチャー大尉」と区別するため「オペレーターブッチャー」と表記される。
カラム・ヘンドリー
スコットランド人の元イギリス軍兵士。タスクフォースの訓練教官を務める。
イケンナ・オロウ
ナイジェリア人の工作員。爆発物の扱いと「ギディグボ」という武術に長けている。
ターミネーター
シーズン4にて期間限定で追加。映画『ターミネーター2』に登場するアンドロイドで構成されたチーム。
T-800
2026年にスカイネットで最初に試作されたアンドロイド。
T-1000
2029年に開発されたアンドロイド。従来型とは異なり、液体金属製のボディを持つ。
タイラント
シーズン5で追加。歴代CODシリーズの悪役で構成されたチーム。ファンサービスの側面が強く、第二次世界大戦時代に存在していた人物は一人も在籍しない。
ラウル・メネンデス
BO2に登場し、BOCWでは存在を示唆されていたコルディス・ダイのリーダー。
カレド・アル・アサド
COD4MWでは中東某国のNo.2、MW(2019)ではアル・カターラの新リーダーとして登場。当該バンドルか次期作であるMWⅡ(2022)のデジタル版を予約購入することで追加される。
ガブリエル・T・ローク
ゴーストに登場。元ゴースト所属でアメリカ連邦軍による洗脳の末に「ゴーストに対抗するゴースト」と化した。
ホア・”セラフ”・ツェンツェン
BO3、BO4のスペシャリストとして登場。54イモータルズ(54I)幹部の娘として育ち、史上最年少で54Iのトップに登り詰める。

## 登場銃器
2021年9月に登場する銃器が公開された。本作のガンスミスシステムでは10か所（マズル、バレル、サイト、ストック、アンダーバレル、マガジン、弾薬タイプ、リアグリップ、熟練度、キット）をカスタマイズできる。これにより銃器の能力値が増減し、外見が変化する。銃器の最大レベルは70で70種類以上のカスタマイズパーツがある。

## コラボレーション
- マウンテンデュー、Game Fuel、ドリトス（2021年）[47]
- 進撃の巨人（2022年1月）[48]
- ゴジラvsコング（2022年5月）[49]
- ターミネーター（2022年7月）[50]
- ターミネーター2（2022年8月）[51]

## 反応

### 表彰

#### 2022年
- 視覚効果協会賞
  - 受賞：「Outstanding Visual Effects in a Real-Time Project」[55]
- D.I.C.E. Awards
  - ノミネート：「Online Game of the Year」、「Outstanding Achievement in Animation」、「Outstanding Achievement in Art Direction」[56]
- 英国アカデミー賞ゲーム部門
  - ノミネート：「Animation」、「Audio Achievement」、「Multiplayer」、「Performer in a Supporting Role」（Laura Bailey as ポリーナ・ペトロバ）[57]
- 日本ゲーム大賞
  - 受賞：「グローバル賞 海外作品部門」[58]

#### 2023年
- グラミー賞
  - ノミネート：「Best Score Soundtrack for Video Games and Other Interactive Media」[59]

### 売り上げ
2021年にアメリカ合衆国で最も売れたゲームソフト、ヨーロッパで4番目に売れたゲームソフトである。日本のPlayStation Storeにおける2021年のダウンロードランキングで、PS5のゲームソフトとして11位となった。アクティビジョン・ブリザードは、販売数が期待を下回り、第二次世界大戦という舞台設定がコミュニティーの一部に響かなかったと報告した。